# Drapeau de l'État islamique

Variante du drapeau de l'État islamique.

Le drapeau de l'État islamique est un drapeau basé sur l'étendard noir et le sceau (en) de Mahomet, utilisé par l'organisation djihadiste État islamique. Créé en 2007 en Irak, il est également adopté par certains des groupes djihadistes liés à al-Qaïda, comme Al-Qaïda au Maghreb islamique, Al-Qaïda dans la péninsule arabique ou le Harakat al-Chabab al-Moudjahidin.

## Description

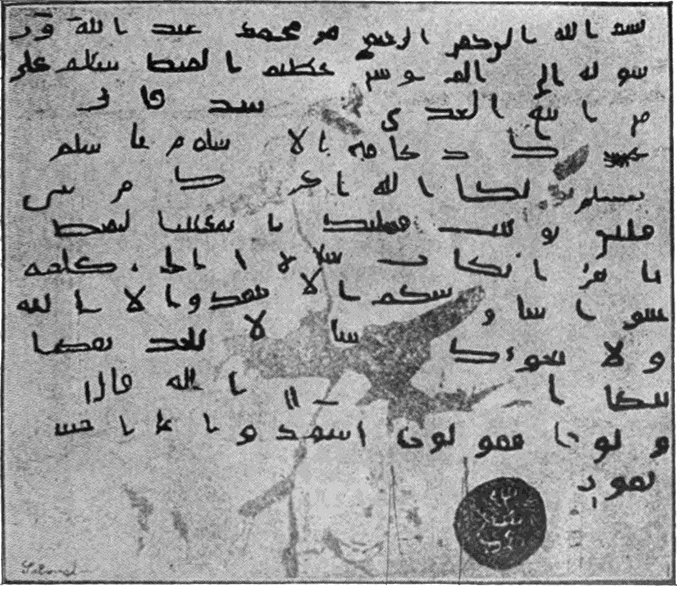
Copie d'une lettre attribuée à Mahomet portant un sceau correspondant à celui présent sur le drapeau de l'État islamique. Il s'agit d'un faux en écriture qui a été présenté par l'orientaliste français François Alphonse Belin en 1854.

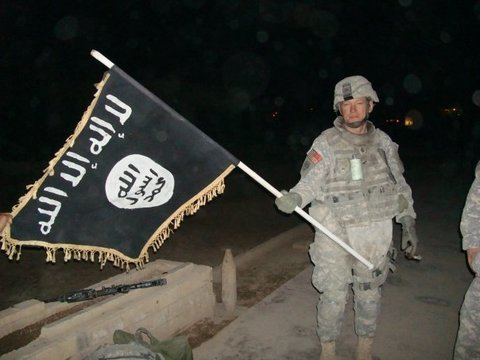
Un drapeau de l'État islamique d'Irak, capturé par des militaires américains en mars 2008, au cours de la guerre d'Irak.

Sur la première ligne est inscrit en blanc لَا إِلٰهَ إِلَّا الله (lā ilāha illa-llāh), c'est-à-dire « Il n'y a de dieu que Allah », exprimant l'unicité de Dieu en islam (tawhid). 
La seconde partie de cette profession de foi est indiquée sous la forme du sceau de Mahomet (en). Sur ce sceau est tout d'abord indiqué الله (Allah, « Dieu ») puis رسول (rasoul, « prophète ») et محمد (Muhammad, « Mahomet »). En 2007, les représentants de l'État islamique d'Irak ont spécifié dans un communiqué de quelle manière devait être lu le sceau. Il ne faut pas le lire de haut en bas, ce qui signifierait « Allah, le prophète de Muhammad », mais de bas en haut, soit « Muhammad le prophète d’Allah ». La position du nom d'Allah en tête du sceau symbolise sa toute-puissance.  
Le sceau est une copie d'un manuscrit présenté en 1854 par l'orientaliste et diplomate français François Alphonse Belin et acheté par le sultan ottoman Abdülmecid Ier qui s'est révélé être un canular littéraire.
L'écriture koufique utilisée sur ce drapeau détonne par sa simplicité, si on la compare avec d'autres styles calligraphiques arabes, tels que les savants entrelacs de la calligraphie thuluth utilisée dans le drapeau de l'Arabie saoudite. Cette écriture, la plus ancienne calligraphie arabe, ainsi que la représentation du sceau de Mahomet, reproduit à partir des fac-similés de lettres faussement attribuées au prophète, font référence aux premiers temps de l'islam, époque à laquelle s'identifient particulièrement les tenants de l'idéologie salafiste.

## Origine
Plusieurs groupes djihadistes ont commencé à utiliser des variantes de l'étendard noir de Mahomet à partir des années 1980. La version utilisée par l'État islamique aurait fait son apparition en janvier 2007. Ce drapeau existe aussi en version carrée.

## Attaques contre le drapeau
La montée en puissance de l'État islamique a entraîné de nombreuses réactions hostiles se traduisant notamment par des attaques contre le drapeau de cette entité. À la suite de la bataille d'Aarsal début août 2014, au cours de laquelle des groupes djihadistes, dont l'EI, ont tué et capturé des membres des forces de sécurité libanaises, des citoyens de ce pays ont brûlé des drapeaux de l'organisation. À la suite de la décapitation de deux soldats libanais capturés à Aarsal, cette réaction a évolué en véritable campagne sur Internet, relayée sur Twitter via le hashtag « #BurnISISFlagChallenge » en imitation du Ice Bucket Challenge alors en pleine expansion. Ce phénomène a suscité l'inquiétude du ministre libanais de la Justice qui estime que mettre le feu à ce drapeau est un « sacrilège » et un « affront à l'islam » du fait de la profession de foi musulmane qui y est inscrite.